# Moschea di Hirami Ahmet Pascià
La moschea di Hirami Ahmet Pasha (in turco Hırami Ahmet Paşa Mescidi), era in origine una chiesa ortodossa (San Giovanni Battista in Trullo) più tardi convertita in moschea dagli ottomani. Il piccolo edificio, uno dei 36 dedicati a san Giovanni Battista a Costantinopoli, era parte dell'omonimo monastero. Il suo nome completo era in greco Άγιος Ίωάννης ο Πρόδρομος έν τώ Τρούλλω?, Hagios Ioannis ho Prodromos en tō Trullō. È la più piccola chiesa bizantina di Costantinopoli ancora esistente.

## Collocazione
L'edificio si trova a Istanbul, nel distretto di Fatih, nel quartiere di Çarşamba. È inserita nella Koltutçu Sokak, una piccola piazza quadrata, circondata da edifici recenti, a meno di 400 m dal complesso della chiesa della Theotokos Pammacaristos.

## Storia
Poco si conosce della storia del luogo di culto prima della Caduta di Costantinopoli nel 1453. La denominazione "troullos" (in latino trullus, in italiano: trullo, cupola) probabilmente deriva da un edificio a cupola che sorgeva nelle vicinanze. La datazione stilistica suggerisce un'edificazione nel XII secolo.
Tra il 1454 e il 1456, quando il patriarcato ecumenico di Costantinopoli fu trasferito dalla chiesa dei Santi Apostoli alla Chiesa della Theotokos Pammacaristos, il patriarca Gennadios II Scholarios trasferì le monache in questo complesso religioso, probabilmente fondato per l'occasione. Alla fine del XVI secolo, durante il regno del sultano Murad III, Hırami Amet Pascià, già Agha dei Giannizzeri, trasformò la chiesa della Pammacaristos in una moschea. Egli fece lo stesso con questo luogo di culto, chiudendo nel contempo il monastero e allontanando le religiose. Questi avvenimenti possono essere collocati tra il 1587/1588 (anno della chiusura della Pammacaristos) e il 1598, anno della morte del sultano. Agli inizi del XX secolo l'edificio era in rovina: venne restaurato nel 1961 e restituito al culto islamico.

## Architettura
L'edificio è costruito in muratura con pietre e mattoni. Ha pianta a croce inscritta sormontata da una cupola, con un bema diviso in tre parti e un nartece. Ha una lunghezza di soli 15 m, compreso il nartece. I bracci Nord e Sud sono voltati a botte e l'interno è illuminato da trifore. Quattro colonne con capitelli sostengono un tamburo ottagonale, sovrastato da una cupola. Le tre absidi sono semicircolari. L'abside centrale ha una grande finestra divisa da tre pilastrini con capitelli. Il diaconicon è stato riutilizzato come miḥrāb della moschea. La Protesi, cioè l'ambiente posto a sinistra dell'altare, è sovrastata da una volta a botte. La moschea non ha minareti.
Prima dei restauri, l'edificio si trovava in pessime condizioni: il nartece era pressoché completamente crollato, le colonne scomparse e gli affreschi quasi del tutto illeggibili. Le quattro colonne disperse sono state rimpiazzate con altre antiche ma di incerta provenienza. L'edificio non è stato sinora oggetto di uno studio sistematico.